# Eunostos de Soles
Pour les articles homonymes, voir Eunostos.
Eunostos (en grec ancien Εὔνοστος) est roi de la cité de Soles sur Chypre vers la fin du IVe siècle av. J.-C.